# Wiejskie Jezioro (Pojezierze Bytowskie)
Wiejskie Jezioro (kaszub. Jezoro Wiejsczé) – jezioro wytopiskowe na Pojezierzu Bytowskim na Kaszubach w pow. bytowskim, województwa pomorskiego.

## Dane morfometryczne
Powierzchnia zwierciadła wody według różnych źródeł wynosi od 10,0 ha do 12,9 ha.
Zwierciadło wody położone jest na wysokości 164,6 m n.p.m. lub 163,9 m n.p.m. Średnia głębokość jeziora wynosi 11,8 m, natomiast głębokość maksymalna 25,2 m.

## Hydronimia
Według urzędowego spisu opracowanego przez Komisję Nazw Miejscowości i Obiektów Fizjograficznych (KNMiOF) nazwa tego jeziora to Wiejskie Jezioro. W różnych publikacjach i na mapach topograficznych jezioro to występuje pod nazwą Rekowskie.